# 和春
和春（？—1860年），字雨亭，赫舍里氏，满洲正黄旗人，清末将领。

## 生平
1853年（咸豐三年）在江南大营任提督，1855年（咸豐五年），偕福济疏劾袁甲三，罢之，命和春接甲三统其军。夏秋连击败太平軍，督诸军急攻庐州(今合肥)，至十月克城陷将两年之庐州矣。诏嘉和春功能补过，赐黄马褂，予骑都尉世职。1856年時「第一次江南大營」被破，欽差大臣向榮败死，和春接替欽差大臣職位(張國樑升任江南提督)，於1858年2月建立第二次江南大營圍困天京，设大营于沧波、高桥两门之间，号称五六万众，于天京城外挖掘深阔各约丈余的长壕，绵亘百余里，並占领江浦和九洑洲。咸丰九年七月，为急于攻克金陵，添募精锐一万名，至咸丰十年二月，金陵迟迟未克。
咸丰十年正月（1860年2月），太平军忠王李秀成谋解天京之围，自皖南入浙江，突破杭州外城，咸丰下诏催促和春派兵去救，和春忙派总兵张玉良统兵一万三千余人援救杭州，太平軍乘虛發起猛烈進攻。1860年閏三月太平軍二破江南大營時，與張國樑初退守鎮江，再同退丹陽，張國樑出城尋找馮子材援兵時戰歿，和春轉至常州，中弹负伤，逃往無錫，初六日（5月26日）在滸墅關（在今江蘇吳縣）自缢。太平軍軍威大振，連克丹陽、無錫，提督王浚、总兵熊天喜等阵亡，太湖沿岸俱被攻陷。赵烈文曾批評和春“困守自卫，不顾机宜。”
事闻，诏念和春前功，虽兵机屡挫，尚能血战捐躯，复原官，依例赐恤，予骑都尉兼云骑尉，合前世职并为二等男爵，谥忠壮，附祀江宁昭忠祠。子霍顺武，候选参将，袭爵。